# Track & Field
Track & Field (uitgebracht in Japan als Hyper Olympic) is een computerspel dat ontwikkeld en uitgebracht werd door Konami. Het kwam in 1983 uit als arcadespel en een jaar later voor verschillende homecomputers. Met dit spel kunnen de volgende sporten worden gedaan: 100 meter, hamerslingeren, verspringen en 110 meter horden. Op de MSX-versie is het hordelopen vervangen door de 400 meter. Op de NES-versie kan ook aan kleiduivenschieten, hink-stap-springen, speerwerpen, hoogspringen en boogschieten worden gedaan. Ook is op dit platform, net als bij de MSX, het hordelopen vervangen door de 400 meter. 

## Platforms
| Jaar | Platform                                             |
| ---- | ---------------------------------------------------- |
| 1983 | Arcade                                               |
| 1984 | Apple II, Atari 2600, Atari 8-bit, Commodore 64, MSX |
| 1985 | NES                                                  |
| 1988 | ZX Spectrum                                          |
| 2007 | Xbox 360                                             |

## Ontvangst
Het spel werd overwegend positief ontvangen:
| Beoordeeld door                | Jaar | Platform     | Score |
| ------------------------------ | ---- | ------------ | ----- |
| TeleMatch                      | 1984 | Atari 2600   | 100%  |
| The Atari Times                | 2007 | Atari 2600   | 95%   |
| NES Archives                   | 2001 | NES          | 83%   |
| The Video Game Critic          | 2012 | Atari 2600   | 83%   |
| Just Games Retro               | 2012 | NES          | 80%   |
| NES Times                      | 2008 | NES          | 80%   |
| The Video Game Critic          | 2004 | NES          | 75%   |
| ASM (Aktueller Software Markt) | 1987 | Commodore 64 | 72%   |
| All Game Guide                 | 1998 | Arcade       | 60%   |
| Power Play                     | 1987 | Commodore 64 | 40%   |

## Trivia
- Het spel is opgenomen in het boek 1001 Video Games You Must Play Before You Die van Tony Mott.